# Dubautia ciliolata
Dubautia ciliolata là một loài thực vật có hoa trong họ Cúc. Loài này được (DC.) D.D.Keck mô tả khoa học đầu tiên năm 1936.